# Xã Osage, Quận Miami, Kansas
Xã Osage (tiếng Anh: Osage Township) là một xã thuộc quận Miami, tiểu bang Kansas, Hoa Kỳ. Năm 2010, dân số của xã này là 667 người.